# Vier seizoensgebouwen

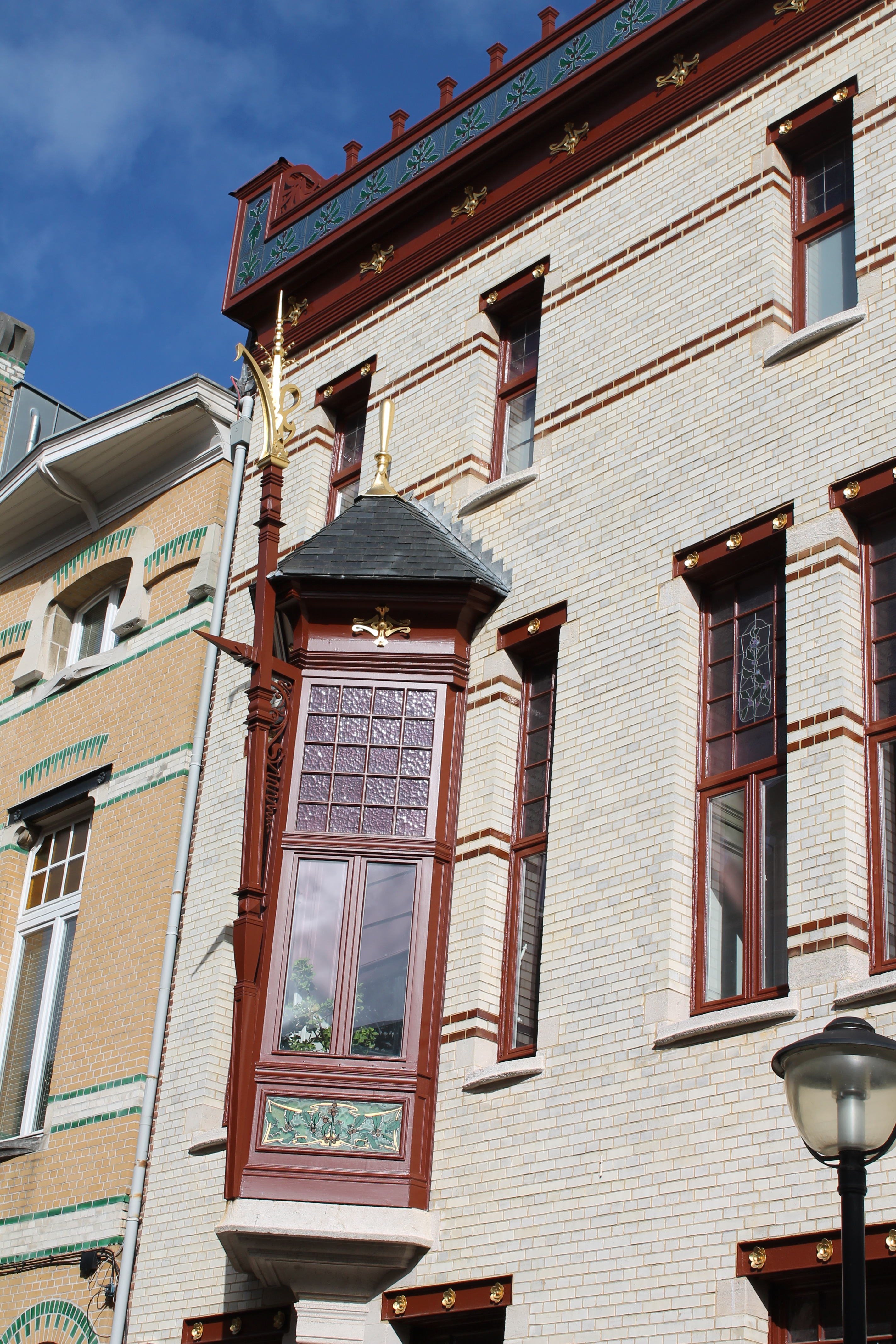
Erker voorgevel de 'Winter'

De Vier Seizoensgebouwen is een groep van vier hoekhuizen in de wijk Zurenborg in de stad Antwerpen.

## Geschiedenis
De Vier Seizoensgebouwen in de wijk Zurenborg hebben een geschiedenis die teruggaat tot het begin van de 20e eeuw. Ze werden gebouwd in 1899 en bestaan uit vier hoekhuizen die sterk op elkaar lijken, ontworpen door architect Jos Bascourt. Deze gebouwen bevinden zich op de kruising van de Generaal Van Merlen- en Waterloostraat. De Generaal Van Merlenstraat staat bekend om zijn laat-19e-eeuwse en vroeg-20e-eeuwse architectuur, inclusief een neoclassicistisch ensemble ontworpen door architect Dieltiens, geïnspireerd door het kasteel van Chambord.
Sinds 1975 zijn de Vier Seizoensgebouwen als monument beschermd vanwege hun erfgoedwaarde. In 1980 werd het Berchems gedeelte van Zurenborg ook beschermd als stadsgezicht, inclusief ongeveer 540 panden die een overzicht bieden van burgerlijke architectuur aan het einde van de 19e en het eerste kwart van de 20e eeuw.
De stad Antwerpen heeft een herwaarderingsplan voor de hele Zurenborgwijk, in 2013 voltooid. Dit plan is bedoeld om de historische kenmerken te behouden of te versterken door het behoud of de verbetering van architecturale details, hekwerk, houtwerk en beplanting.

## Architectuur
De Vier Seizoensgebouwen in de Zurenborgwijk van Antwerpen zijn unieke architecturale pareltjes die elk een seizoen vertegenwoordigen met een eigen stijl en ontwerpkenmerken. De mozaïeken op de gebouwen vieren de natuurlijke cycli van het jaar en versterken de esthetiek van de wijk. De gebouwen maken slim gebruik van de ongelijke vorm van de percelen en de gebogen straat om perspectivisch voordeel te behalen. Hun strakke, witte bakstenen volumes met smalle vensters en deuren, markerende hoeken en houten erkers en dragen bij aan hun bijna modernistische uitstraling.
De art-nouveau-stijl komt tot uiting in de arkels, kroonlijsten, asymmetrische compositie en gevelpolychromie, met kleurensymboliek die elk seizoen vertegenwoordigt. De mozaïeken tonen kleurrijke afbeeldingen van de seizoenen, met groene tinten voor Lente en Zomer en bruine tinten voor Herfst en Winter, aangevuld met seizoensbloemen. Deze iconische mozaïeken zijn een opvallend kenmerk van de wijk en dragen bij aan haar unieke karakter. Elk gebouw wordt beschreven aan de hand van zijn individuele kenmerken en positionering op de hoeken van de kruising van de Cogels-Osylei en de Transvaalstraat.

### Lentegebouw

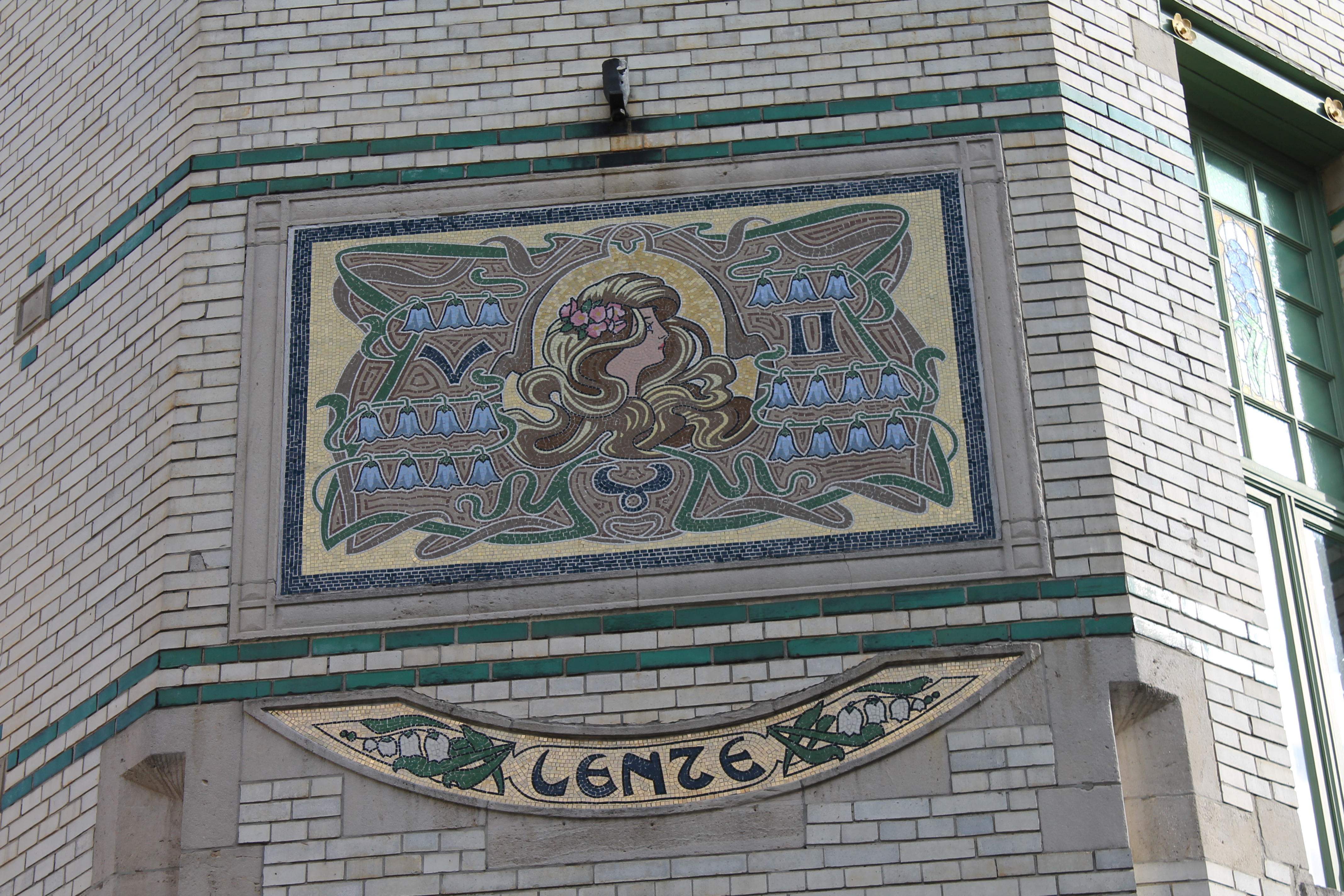
Mozaïek de Lente, toegeschreven aan Henri Verbuecken

Het Lentegebouw wordt gekenmerkt door zijn heldere kleuren, levendige gevels en decoratieve elementen die de frisheid en vernieuwing van de lente weerspiegelen. De mozaïek toont heldere, frisse kleuren die de vernieuwing en het ontluiken van het leven symboliseren, met bloemen in bloei, jonge bladeren aan bomen en mogelijk ontwakende dieren. De kleuren variëren vaak van lichtgroen, geel tot pasteltinten. In het mozaïek zie je het hoofd van een jong meisje, omringd door slingers en hyacinten (meiklokjes), samen met bijpassende sterrenbeeldsymbolen zoals de ram, de stier en de tweeling. Op het gelijkvloers en de eerste verdieping tonen loodglasramen ook de seizoenen, compleet met bijpassende bloemen zoals meiklokjes.

### Zomergebouw

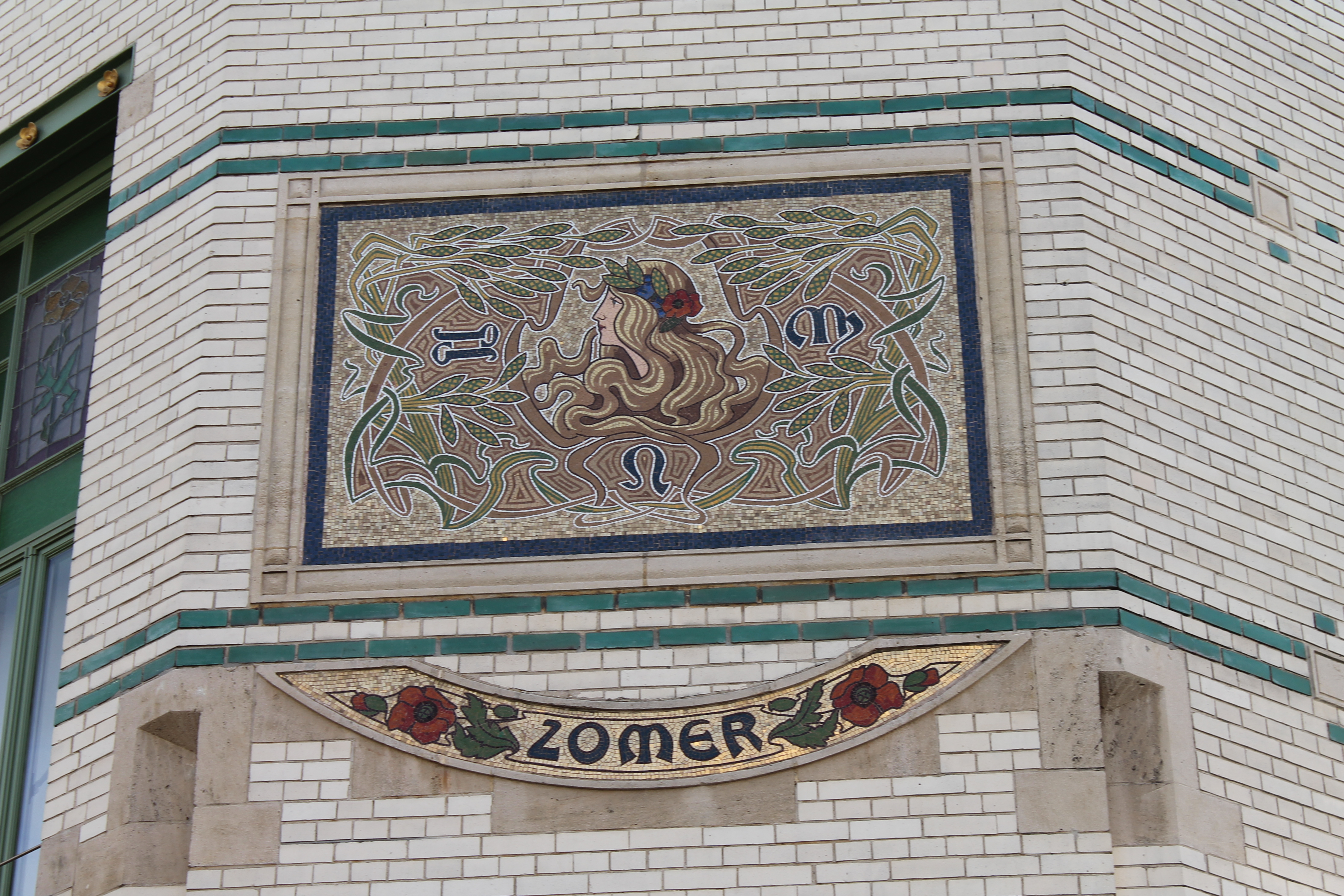
Mozaïek de Zomer

Het Zomergebouw straalt warmte en levendigheid uit, met zijn zonnige kleuren en open ontwerp dat een gevoel van welzijn en activiteit oproept. De mozaïek van de zomer straalt warmte uit met levendige kleuren en afbeeldingen van volle bloemen, rijpend fruit en misschien zelfs mensen die genieten van buitenactiviteiten zoals picknicks of recreatie. De kleurenpaletten omvatten vaak rijke groenen, heldere blauwen en levendige roodtinten. In het mozaïek van de zomer zie je een jonge vrouw met mooi golvend haar  en een klaproos, samen met bijpassende zodiactekens zoals de kreeft, de leeuw en de maagd. Op het gelijkvloers en de eerste verdieping worden ook hier de seizoenen weergegeven in de loodglasramen, vergezeld van bijpassende bloemen zoals de klaproos.

### Herfstgebouw

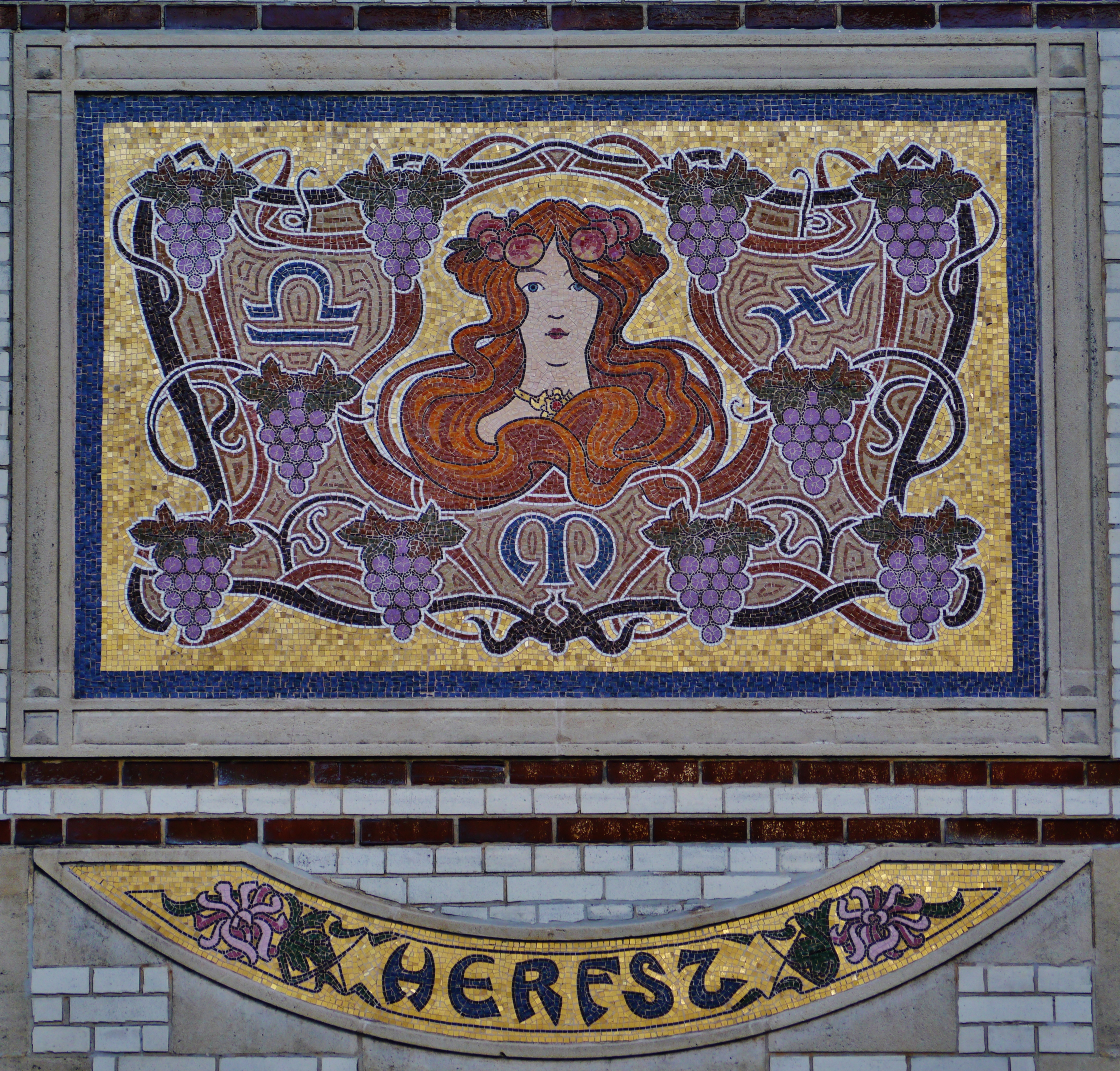
polychrome mozaïek "de Herfst", door Henri Verbuecken.

Het Herfstgebouw weerspiegelt de kleuren en texturen van de herfst, met zijn rijke aardetinten en decoratieve accenten die de rijpheid en verandering van het seizoen symboliseren. Het mozaïek toont warme, aardse kleuren die typerend zijn voor het herfstseizoen, met bladeren in herfstkleuren zoals rood, oranje, geel en bruin, en mogelijk afbeeldingen van oogsten, pompoenen of een gezellige open haard. Bij de herfst zie je een volwassen vrouw met kastanjebruin haar, omringd door druiventrossen, samen met zodiactekens zoals de weegschaal, schorpioen en boogschutter. Op het gelijkvloers en de eerste verdieping worden ook hier de seizoenen en bijbehorende bloemen zoals chrysanten weergegeven in de loodglasramen.

### Wintergebouw

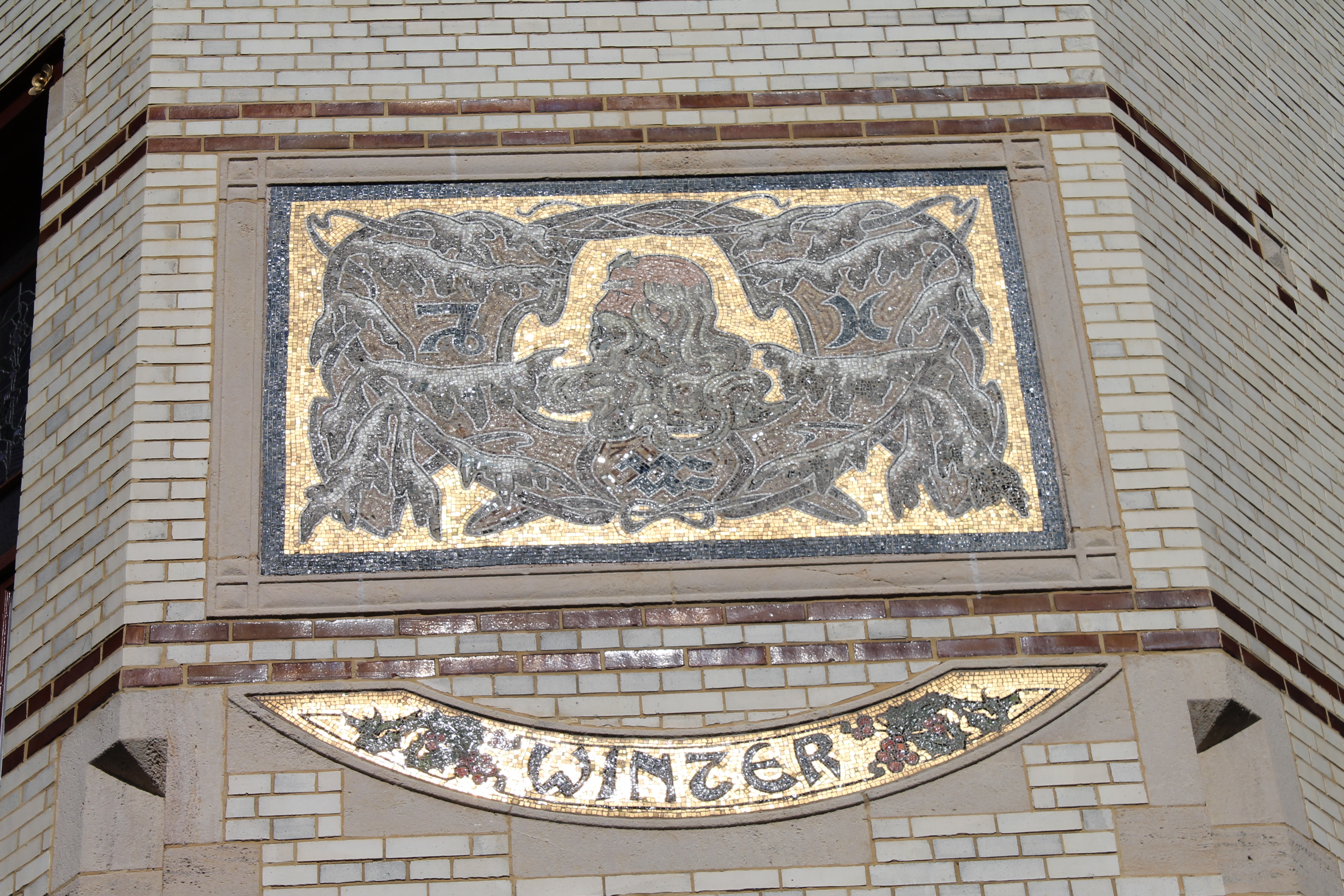
Mozaïek de Winter

Het Wintergebouw is ingetogen van ontwerp, met koele kleuren en strakke lijnen die de rust en sereniteit van de winter uitstralen. De mozaïek van de winter vertegenwoordigt de koude, witte pracht van dit seizoen, met afbeeldingen van sneeuw, ijs, winterse landschappen en mogelijk winterdieren zoals rendieren of ijsberen. De kleuren zijn meestal koel, met veel wit, blauw en grijs. Bij de winter zie je een kalende grijsaard met baard en snor, omringd door besneeuwde dennentakken, samen met zodiactekens zoals de steenbok, waterman en vis. Op het gelijkvloers en de eerste verdieping worden ook hier de seizoenen en bijbehorende bloemen zoals het hulsttakje weergegeven in de loodglasramen.
Van de vier seizoensgebouwen beschikt "De Winter" over het meest authentieke conventionele interieur en (functionele) indeling, met een art-nouveaugetint trappenhuis en een verrassend mooie veranda in neo-Moorse stijl, inclusief gedeeltelijk bewaarde illusionistische muurschilderingen. 'De Lente' wordt gebruikt als kantoorpand en kent ook een aantal extra kantoorruimtes die doorlopen in de tuin. 'De Zomer' is omgebouwd tot een appartementengebouw en is opgesplitst in drie aparte woonruimtes. 'De Herfst' en 'De Winter' worden nog authentiek gebruikt als één gezinswoning.

## Culturele Betekenis en Symboliek
De Vier Seizoensgebouwen zijn niet alleen architectonische constructies, maar ook belangrijke culturele symbolen voor de wijk Zurenborg en de stad Antwerpen in zijn geheel. Ze fungeren als herkenningspunt en trekpleister voor zowel bewoners als bezoekers, en dragen bij aan de levendigheid en aantrekkelijkheid van de omgeving.

### De Winter

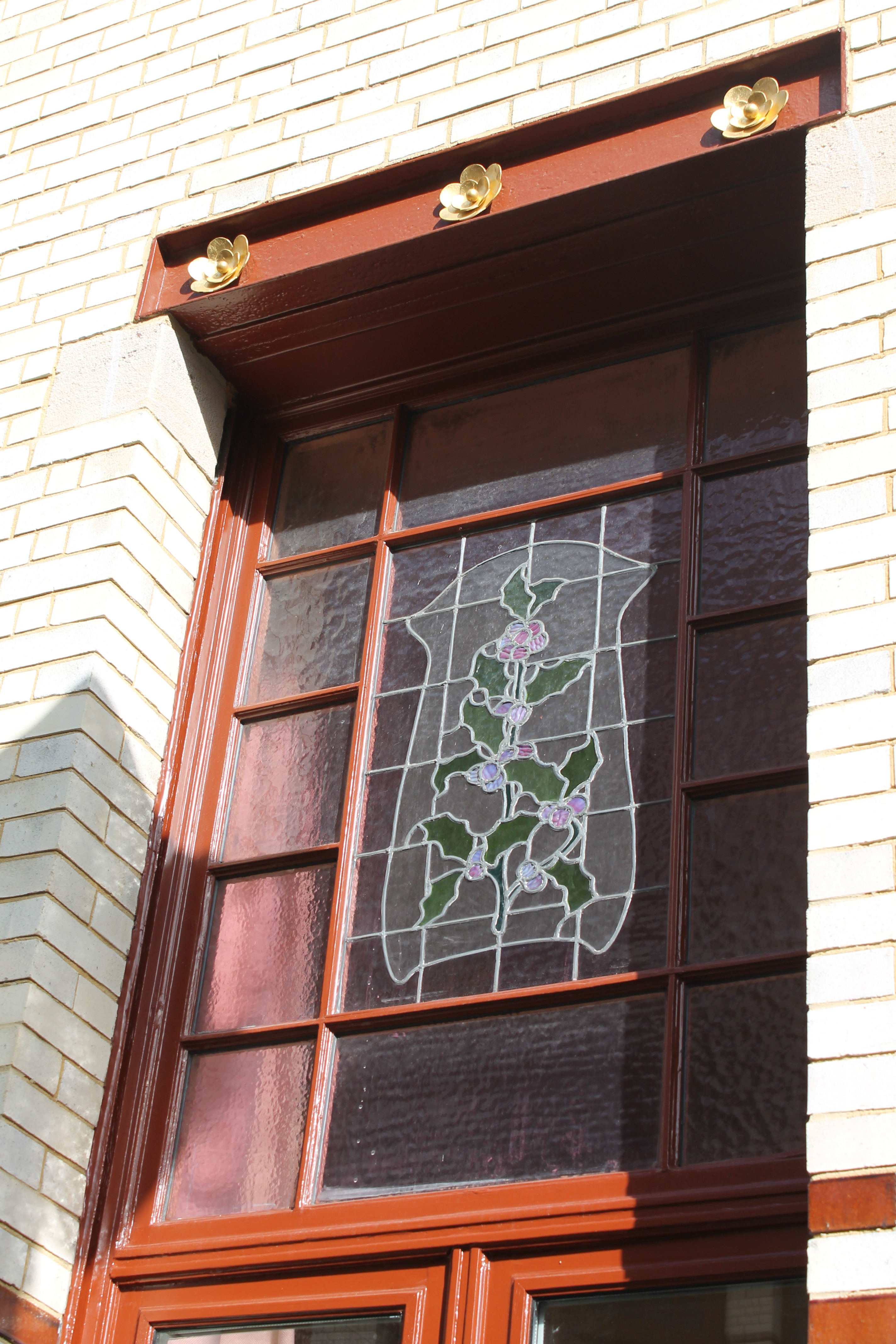
Glas in lood Hulsttakjes de 'Winter'

Het Wintergebouw fungeert als een historisch ankerpunt, dat de verbondenheid van de gemeenschap met haar verleden benadrukt en tegelijkertijd hoop biedt voor de toekomst. Het symboliseert de veerkracht van Zurenborg en haar bewoners tegen de uitdagingen van de tijd. Daarom is het niet alleen een bron van trots voor de lokale bevolking, maar ook een inspiratiebron voor toekomstige generaties om de rijke culturele erfenis van de wijk te koesteren en te behouden.
De 'Winter' is niet alleen een architectonisch meesterwerk, maar ook een symbool van rust, schoonheid en gemeenschap. Zijn ingetogen elegantie en symboliek maken het een geliefd bouwwerk in de wijk en een bron van inspiratie voor allen die het bezoeken.

## Geschiedenis en Architectuur
Het ontwerp van het gebouw is bedoeld om de kalmte en verstilling van de wintermaanden weer te geven, met subtiele decoratieve accenten die de sfeer van het seizoen versterken. De hoge, smalle vensters hebben een zichtbare ijzeren latei (de art nouveau schaamde zich niet voor het zichtbaar gebruik van nieuwe materialen). Van de in lantaarnvorm uitgebouwde erkers, met lans en art nouveau-krullen, zijn vele sierelementen verdwenen. De speelse kroonlijsten waren oorspronkelijk prachtig versierd en beschilderd. De huisnaam is versierd met hulst. Deze schitterende mozaïeken zijn vermoedelijk het werk van kunstenaar-decorateur Henri Verbuecken. De gevels van het huis "De Winter" zijn teruggebracht naar hun oorspronkelijke staat. Ook het interieur is deskundig gerestaureerd.

## Toekomstige Ontwikkelingen en Behoud

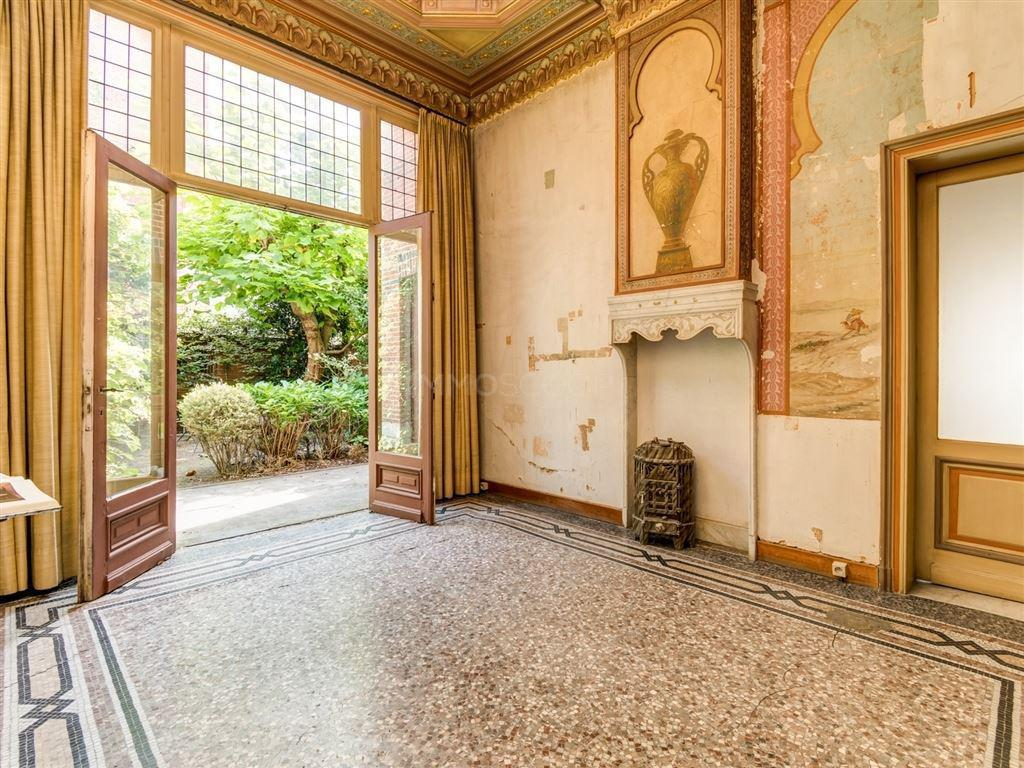
Moorse kamer de Winter

Hoewel de Vier Seizoensgebouwen al vele jaren een integraal onderdeel vormen van de wijk Zurenborg, blijven ze onderhevig aan voortdurende ontwikkeling en renovatie. 
Het streven naar behoud en verbetering gaat hand in hand met het streven naar duurzaamheid en toegankelijkheid. Er wordt gekeken naar mogelijkheden om het Wintergebouw te voorzien van moderne faciliteiten die voldoen aan de behoeften van hedendaagse gebruikers, terwijl de historische integriteit van het gebouw behouden blijft. Door middel van samenwerking tussen lokale overheden, historische instanties en gemeenschapsorganisaties zal worden gewaarborgd dat de toekomstige ontwikkelingen van het Wintergebouw in lijn zijn met de waarden en behoeften van de Zurenborg-wijk. Op deze manier kan dit architecturale juweeltje blijven dienen als een bron van inspiratie en verwondering voor zowel huidige als toekomstige generaties.

## Beheersplan hoekhuis ‘Winter’
Het beheersplan betreft het hoekhuis 'Winter', dat deel uitmaakt van het in 1899 opgerichte ensemble 'de Vier Seizoenen', ontworpen door Jos Bascourt. Dit ensemble, gelegen aan de Generaal van Merlenstraat 29 in Antwerpen, is beschermd sinds 7 juli 1975.  De verdere indeling van de woningen volgt de klassieke opvatting van burgerwoningen uit die periode, met parketvloeren, mozaïeken, lambriseringen en moulures. De globale toestand van de woning is goed tot zeer goed, met behoud van originele elementen zowel aan de buitenkant als binnenin, en met minimale invloed van verbouwingswerken of aanpassingen.

## Exterieur (Beschermd monument en stadsgezicht)
De exterieur stedenbouwkundige compositie van het hoekhuis wordt gekenmerkt door een trapsgewijze afbouw naar een tuinmuur met kantelen die overgaan naar de garage, naadloos aansluitend op de aangrenzende bebouwing. De straatgevels zijn volledig origineel, met geglazuurd en meerkleurig metselwerk en origineel houten buitenschrijnwerk. De gevels hebben een plint in blauwe hardsteen met horizontale cannelures, gecombineerd met geglazuurd metselwerk in lichtbeige steen met bruinkleurige speklagen. Een bruine houten kroonlijst, voorzien van beschildering met hulstmotief en goudkleurige decoratie, maakt de bovenkant compleet. 
Driehoekige erkers met lansmotief en gouden decoratie zijn prominent aanwezig op beide gevels. Op de hoek van de eerste verdieping bevindt zich een mozaïekmotief met het thema 'Winter'. Verticale raampartijen hebben bruin geschilderde stalen lateien met goudkleurige decoratie en zandstenen dorpels. Bruin smeedwerk siert de raampartijen aan de Generaal Van Merlenstraat en de kantelen van de tuinmuur. De garagepoort heeft een stalen latei en een bruin geschilderd poortvlak. De gevelvlakken grenzend aan de tuin zijn uitgevoerd in sober roodkleurig metselwerk, met plaatselijk een decoratieve laag zwarte bakstenen. Het raam vanuit de fumoir naar de tuin betreft een bruin geschilderd houten vierlicht met glas in loodramen aan de bovenkant.

## Interieur (Beschermd inventaris)

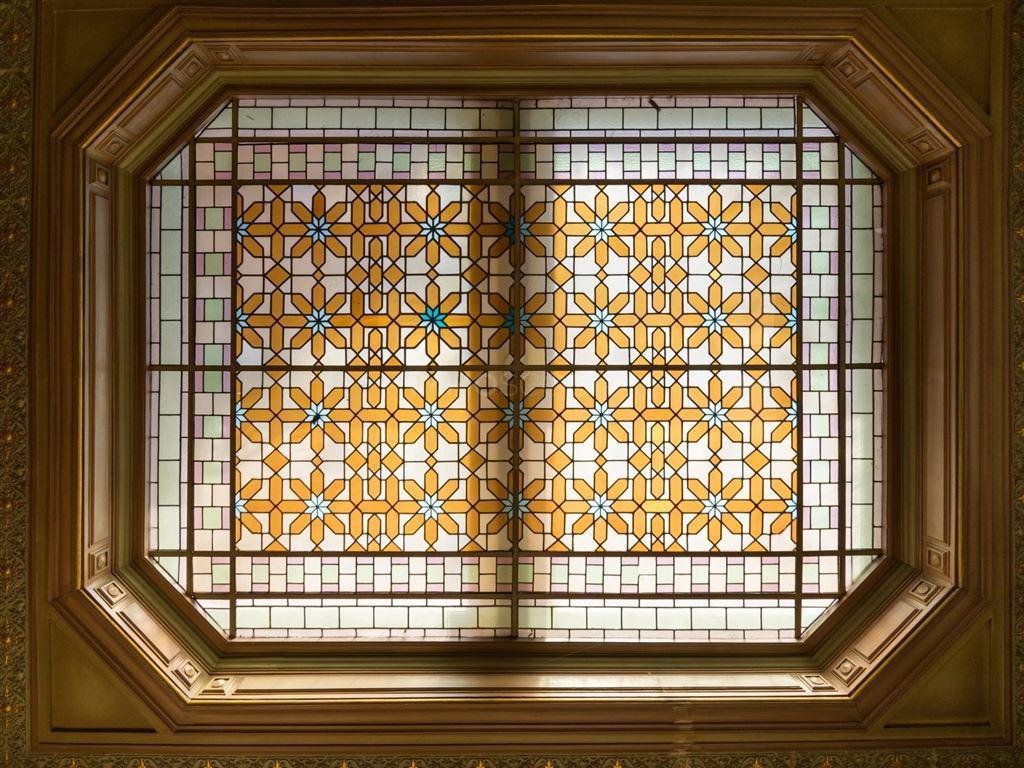
Glas in lood dakpaneel Moorse kamer

Het inventieve grondplan van de woning omvat circulatieruimtes die strategisch aan de straatzijde zijn geplaatst om daglicht in de woning te brengen. De inkomhal is versierd met art-nouveaumotieven op mozaïek, marmeren lambrisering en geprofileerd stucwerk. De voordeur, omgeven door glas-in-loodramen, wordt geflankeerd door kolommen en pilasters. De traphal, in dezelfde stijl, leidt naar bergingen en de keuken, waar daglicht wordt binnengelaten via de gevel.

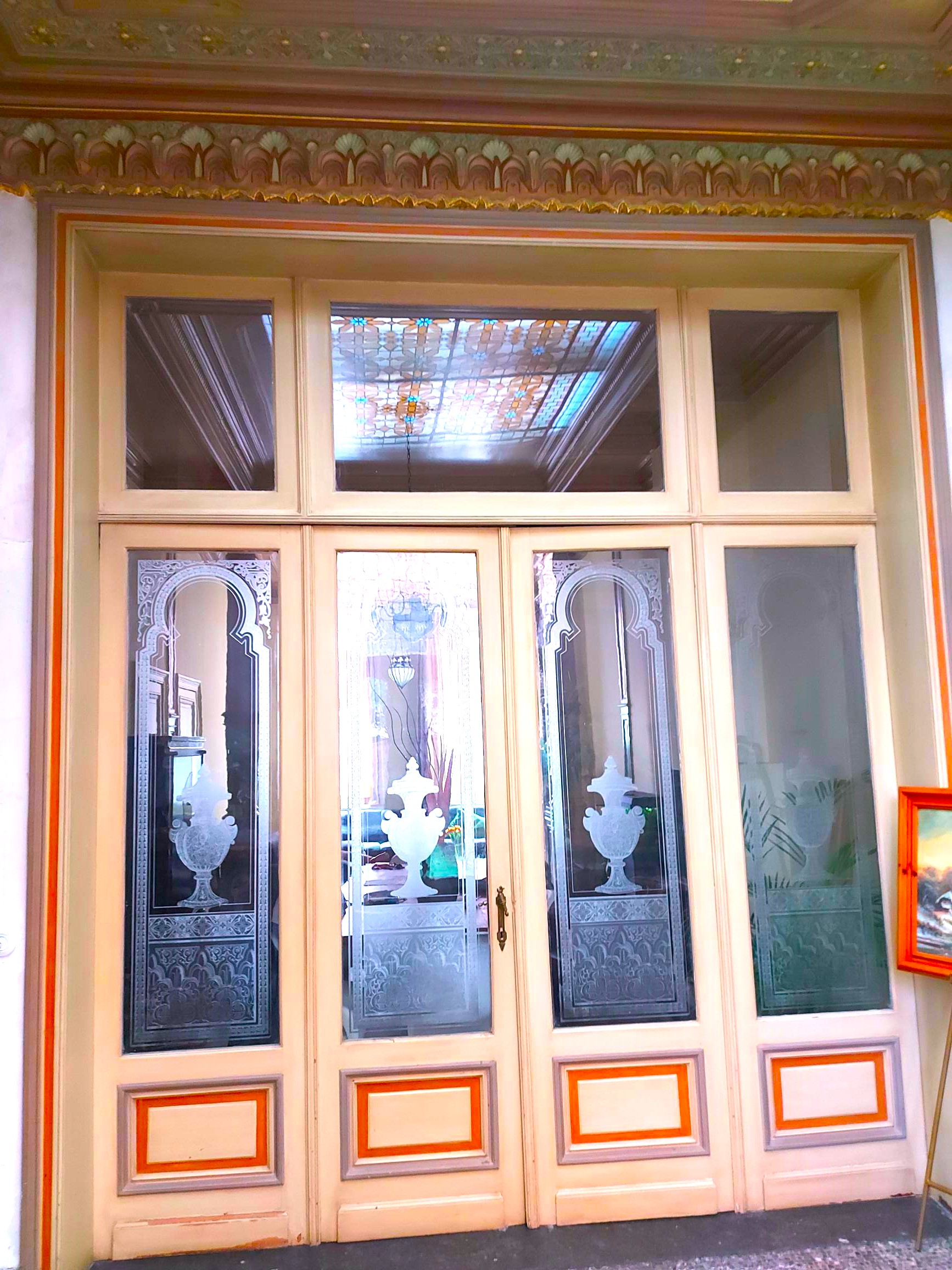
Tussendeuren Moorse kamer en eetkamer

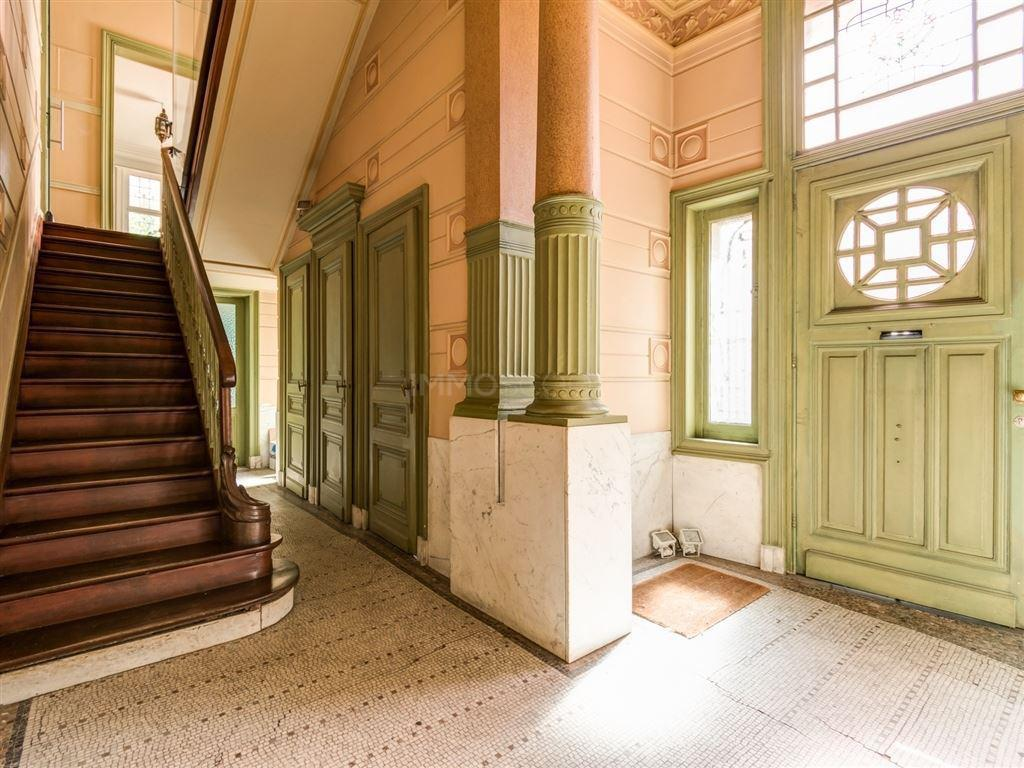
Inkom hal de Winter

De ruimtes aan de straatzijde bestaan uit salons, eetruimte en een fumoir, met parketvloeren en een rijkelijk gedecoreerd plafond. De originele open haard in de salon en eetkamer is behouden. De fumoir is gedecoreerd met art-nouveau ornamenten en Moorse schilderingen, met een veelkleurige glazen koepel als hoogtepunt. Een bureauruimte op parket bevindt zich op de hoek tussen de inkomhal en de salon. Aan de tuinzijde bevindt zich de keuken, met een mozaïekvloer in klassieke uitvoering.

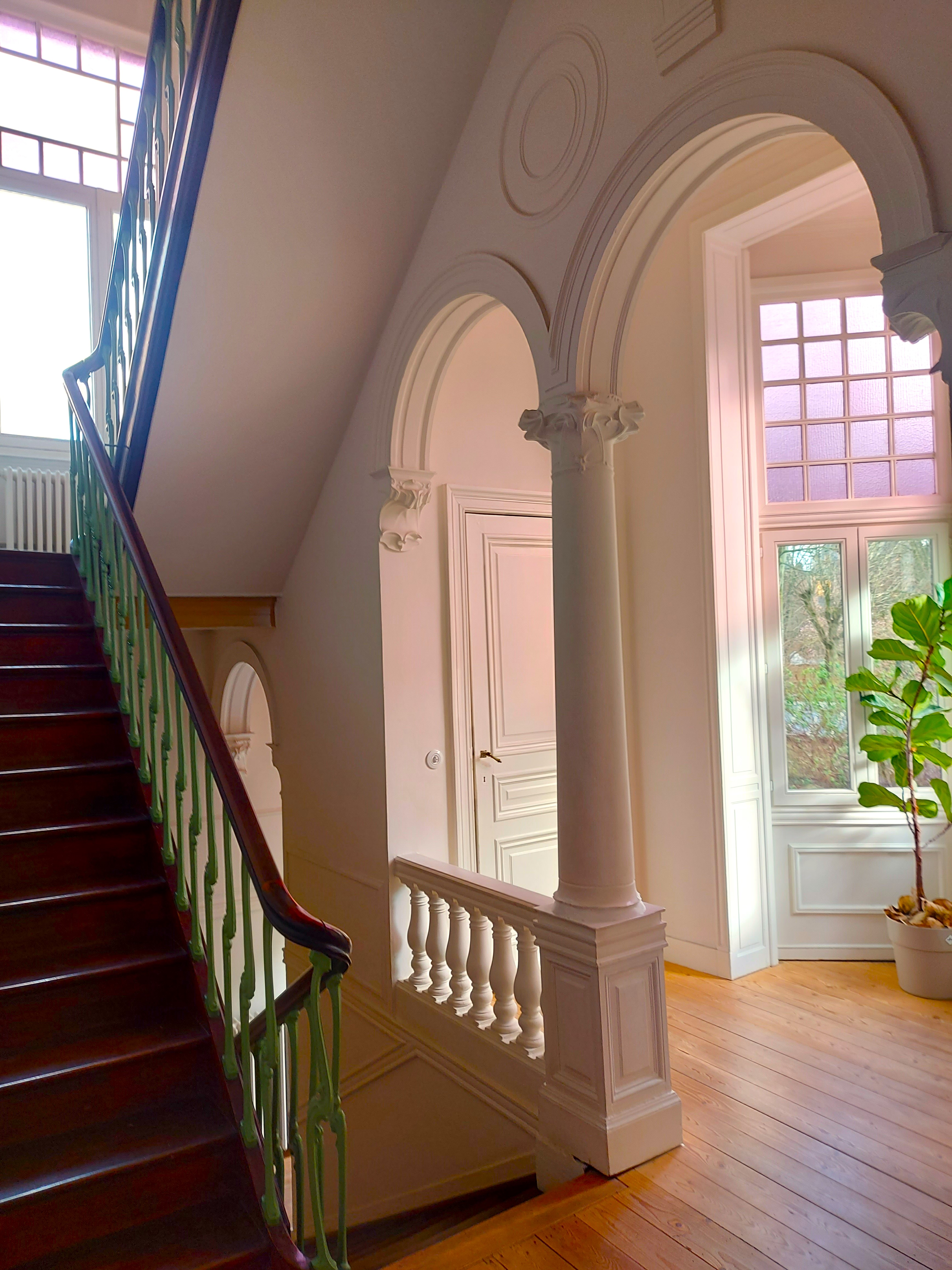
Trappenhal eerste verdiep de Winter

- Inventaris van het Bouwkundig Erfgoed (Vlaanderen): 11116